# Huta Szklana (Łódź)
Huta Szklana – dawna wieś, obecnie osiedle na Górnej w Łodzi, w obrębie osiedla administracyjnego Wiskitno. Leży na południu miasta, w okolicy ulicy Ziemiańskej.

## Historia
Dawniej samodzielna miejscowość. Od 1867 w gminie Wiskitno. W okresie międzywojennym należała do powiatu łódzkiego w woj. łódzkim. W 1921 roku liczyła 126 mieszkańców. 1 września 1933 utworzono gromadę (sołectwo) Huta Szklana w granicach gminy Wiskitno, składającą się ze wsi i folwarku Huta Szklana.
Podczas II wojny światowej włączona do III Rzeszy. Po wojnie Huta Szklana powróciła do powiatu łódzkiego w woj. łódzkim jako jedna z 12 gromad gminy Wiskitno. W związku z reorganizacją administracji wiejskiej jesienią 1954, Huta Szklana weszła w skład nowej gromady Wiskitno. W 1971 roku ludność wsi wynosiła 85.
Od 1 stycznia 1973 w gminie Andrespol w powiecie łódzkim. W latach 1975–1987 miejscowość należała administracyjnie do województwa łódzkiego.
1 stycznia 1988 Hutę Szklaną (263,84 ha) włączono do Łodzi.